# Соревнования по радио
Соревнования по радио — вид заочных шахматных соревнований с использованием радиосвязи.
Первые соревнования проведены между судами в открытом море в начале XX века. В СССР получили распространение с начала 1940-х годов: матч команд московских и ленинградских Дворцов пионеров (22.12.1940) — 6½ : 3½ в пользу московских пионеров, матч Москва — Ленинград (12.1.1941) — 7 : 3 в пользу Москвы. В 1945—1946 советские шахматисты приняли участие в международных матчах по радио (см. СССР — США радиоматч, СССР — Великобритания радиоматч). В 1946 состоялся 1-й радиоматч между шахматистами полярных станций Главсевморпути и московскими мастерами. С 1950 регулярно проводятся матчи Москва — Арктика — Антарктика, в которых шахматисты московских учреждений соревнуются с сотрудниками полярных станций, а также соревнования между экипажами судов морского флота.